# Кристиансен, Уилбер Норман
Уилбер Норман Кристиансен (англ. Wilbur Norman Christiansen, 1913 −2007) — австралийский астроном, пионер австралийской радиоастрономии.

## Биография
Родился в Мельбурне в семье священника и учительницы музыки, образование получил в Мельбурнском университете. В 1937—1948 годах работал в исследовательской лаборатории фирмы «Амэлгамейтид уайрлесс (Австралазия)», где занимался конструированием направленных антенн для радиосвязи на больших расстояниях. В 1948—1960 годах работал в отделе радиофизики Организации научно-промышленных исследований в Сиднее. В 1960—1978 годах — профессор электротехники Сиднейского университета, с 1978 года — почетный профессор этого университета. Член Австралийской Академии наук (1959).
Основные труды в области радиоастрономии. В 1949 году разработал новый тип многолучевого радиоинтерферометра, обладающего высоким угловым разрешением, который состоит из линейно расположенных подвижных параболоидов; руководил постройкой первой такой системы в Поттс-Хилле близ Сиднея. Впоследствии сконструировал аналогичную крестообразную интерферометрическую систему — «крест Кристиансена». Участвовал в разработке и строительстве радиоинтерферометров в Вестерборке (Нидерланды), Сен-Мишеле (Верхний Прованс, Франция), Пекинской обсерватории (КНР), во Флёрсе (близ Сиднея). Использовал созданные им радиотелескопы для наблюдения с высоким разрешением излучения Солнца. Изучил источники дециметрового излучения на Солнце, показал, что они связаны с оптическими деталями, причём радиоизлучение исходит из плотных областей нижней короны и имеет температуру порядка нескольких миллионов градусов. В течение длительного времени изучал фоновое излучение спокойного Солнца, построил карту радиоизлучения спокойного Солнца с высоким разрешением, получил первое подтверждение теоретически предсказанного восточно-западного поярчания диска. С начала Международного геофизического года (1 июля 1957 года ) до 1975 года руководил публикацией ежедневных карт солнечного радиоизлучения. Сразу после обнаружения в 1951 году Х. Юином и Э. Парселлом монохроматического радиоизлучения нейтрального водорода на волне 21 см Кристиансен совместно с Дж. В. Хиндманом выполнил обзор излучения водорода и получил первое радиоастрономическое указание на существование спиральных ветвей в Галактике.
Председатель Австралийского национального комитета по радионауке (1960—1976), президент Комиссии по радиоастрономии Международного союза радионаук (1963—1966), вице-президент (1972—1978) и президент (1978—1981) этого союза, вице-президент Международного астрономического союза (1964—1970).
8 декабря 1998 года в его честь астероиду, открытому 19 декабря 1996 года в рамках пекинской Шмидт-ПЗС астероидной программы на наблюдательной станции Синлун, КНР, присвоено наименование 8313 Christiansen.